# Aeroporto de Lontras
O Aeroporto Helmuth Baungartem (ICAO: SSLN) é um aeroporto brasileiro que serve ao município de Lontras, no estado de Santa Catarina. Sua pista com 1.100 metros, é toda pavimentada e sinalizada.

## Coordenadas Geograficas
Latitude: -27º 9' 37" S / Longitude: -49º 32' 36" W

## Ver Também
- Lista de aeroportos do Brasil